# 吴德 (1967年)
吴德 (1967年—)，四川南江人，中华人民共和国教育部长江学者特聘教授，四川农业大学校长、教授，主要从事动物营养与饲料科学研究。

## 兼职
- 中国畜牧兽医学会副理事长
- 中国动物营养学会常务理事

## 荣誉
- 中国国家科技进步二等奖